# سماء الدوله دیلمی
سماء الدوله فرمانروای آل بویه همدان (۱۰۲۱ میلادی–۱۰۲۳ یا ۱۰۲۴ میلادی) بود. او فرزند شمس الدوله بود.
به محض مرگ پدرش، سماء الدوله به عنوان جانشین پدرش به عنوان فرمانروای همدان به تخت نشست. با این وجود، تنها پس از یک دوره حکومت کوتاه مدت، محمد بن رستم دشمنزیار فرمانروای آل کاکویه، بر همدان چیره شد و به حکومت سماء الدوله پایان داد.